# Maria Wilusz

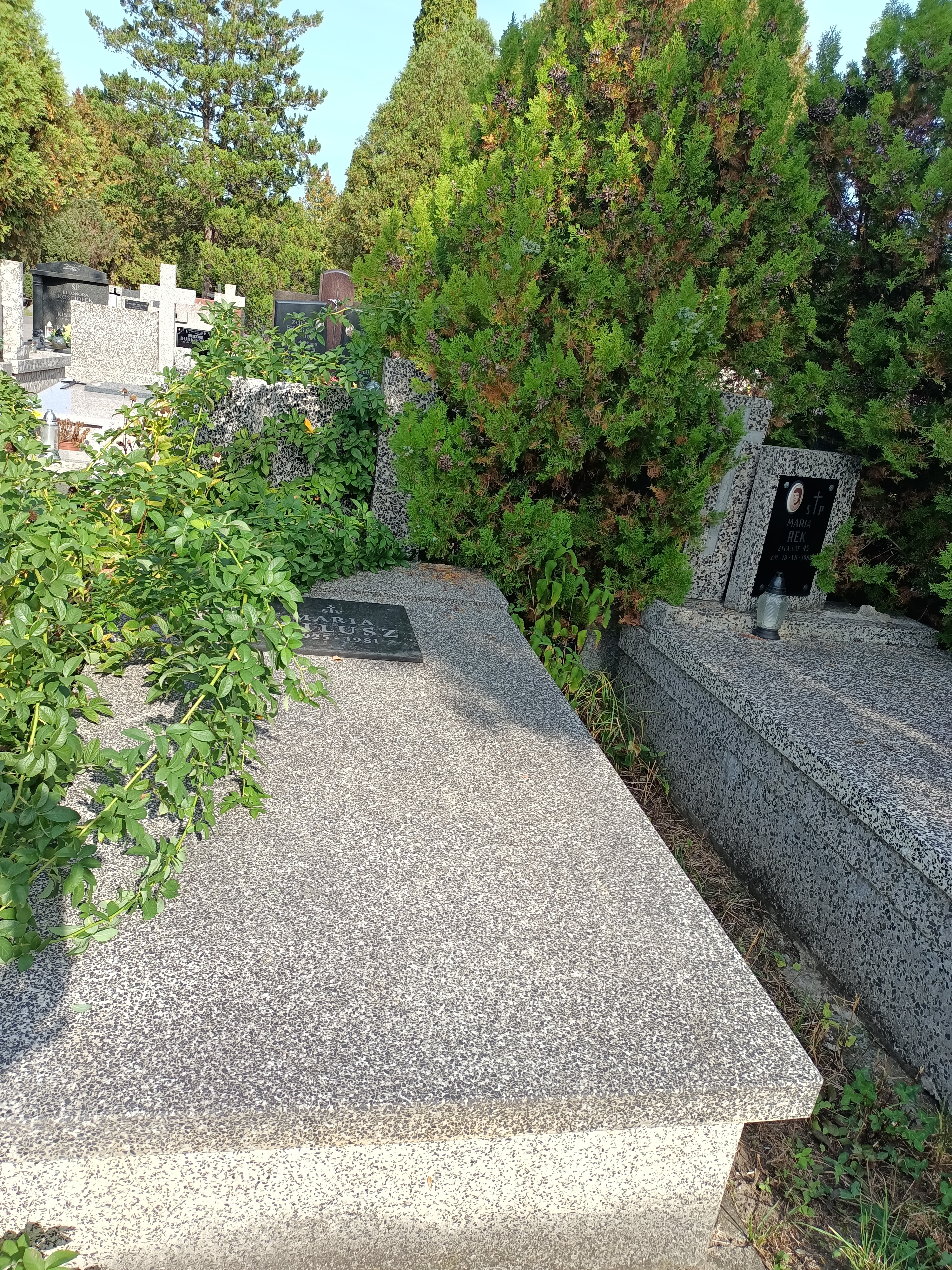
Grób Marii Wilusz na Cmentarzu Komunalnym Północnym w Warszawie

Maria Wilusz (ur. 7 lipca 1925 w Świątnikach Górnych, zm. 30 listopada 1981 w Warszawie) – polska historyk ruchu robotniczego.

## Życiorys
W 1950 ukończyła Studium Przygotowawcze do Szkół Wyższych w Szczecinie (odpowiednik matury). Od 1950 studiowała nauki społeczne na Uniwersytecie Warszawskim (20 X 1953 – dyplom I stopnia). Od 1953 pracowała w Wydziale Historii Partii. Następnie studia historyczne na UW pod kierunkiem Stanisława Herbsta. Absolwentka Instytutu Historycznego UW w 1960 (Działalność bojowa I Brygady AL im. Ziemi Lubelskiej – luty – lipiec 1944). Następnie po rozwiązaniu Wydziału Historii Partii pracowała w Zakładzie Historii Partii przy KC PZPR. Po rozwiązaniu Zakładu Historii Partii pracowała w Centralnym Archiwum KC PZPR. Zajmowała się dziejami ruchu komunistycznego okresu okupacji. Publikowała m.in. w piśmie Z Pola Walki. Autorka haseł w Słowniku biograficznym działaczy polskiego ruchu robotniczego.
Jej bratem był Wit Drapich (1924–1992), wiceminister Oświaty i Szkolnictwa Wyższego (1969–1972), wojewoda krakowski (1973–1975) i I sekretarz KW PZPR w Krakowie (1975–1977).
Została pochowana na Cmentarzu Komunalnym Północnym w Warszawie.

## Wybrane publikacje
- (współautor: Wacław Poterański), Utworzenie Polskiej Partii Robotniczej. PPR organizatorem walki zbrojnej z okupantem hitlerowskim : styczeń 1942 – marzec 1943, Warszawa: Zakład Historii Partii przy KC PZPR 1961.
- Publicystyka Związku Patriotów Polskich 1943-1944, wstęp i oprac. Wacław Poterański, Maria Wilusz, Warszawa: "Książka i Wiedza" 1967.